# Тарасівка (Голованівський район)
Тара́сівка — село в Україні, в Підвисоцькій сільській громаді Голованівського району Кіровоградської області. Населення становить 123 осіб.

## Населення
Згідно з переписом УРСР 1989 року чисельність наявного населення села становила 140 осіб, з яких 59 чоловіків та 81 жінка.
За переписом населення України 2001 року в селі мешкало 125 осіб.

### Мова
Розподіл населення за рідною мовою за даними перепису 2001 року:
| Мова       | Відсоток |
| ---------- | -------- |
| українська | 95,93 %  |
| молдовська | 2,44 %   |
| російська  | 1,63 %   |